# Ofotens kommun
Ofotens kommun (norska: Ofoten kommune) var en kommun i Nordland fylke i norra Norge. Kommunen hade en omfattning motsvarande nuvarande Evenes kommun samt större delen av nuvarande Narviks kommun. Den blivande staden Narvik utgjorde kommunens centralort.

## Administrativ historik
Ofotens kommun upprättades den 1 januari 1838 (som Ofoden formannskapsdistrikt) när Formannskapslovene från 1837 trädde i kraft.
Den 1 januari 1884 delades kommunen i två och de båda kommunerna Ankenes respektive Evenes bildades. Den gamla kommunen hade vid delningen totalt 4 131 invånare.